# Craspedotropis gretathunbergae
Craspedotropis gretathunbergae — вид сухопутних равликів з родини Cyclophoridae. Описаний у 2020 році і названий вченими на честь Грети Тунберг.

## Поширення
Виявлено в Брунеї (Південно-Східна Азія, північно-західний берег острова Калімантан) .

## Етимологія
Вид дуже чутливий до посух, знищення лісів і крайніх значень температур, а отже, буде, ймовірно, важко переносити зміни клімату. Саме тому його і вирішили назвати на честь екоактівістки Грети Тунберг .

## Опис
Дрібний равлик. Висота раковини від 2,7 до 2,9 мм, ширина від 1,7 до 1,8 мм. Раковина висока, конічна, складається з 5,25 — 5,75 опуклих завитків. Тіло бліде, щупальця темно-сірі.

## Спосіб життя
Мешкає в змішаних діптерокарпових рівнинних тропічних лісах. Всі особини були знайдені живими біля підніжжя крутого схилу пагорба, поруч з берегом річки. Ведуть нічний спосіб життя на верхніх поверхнях зеленого листя низькорослих рослин на висоті до 1 м над рівнем землі.